# Коровин, Виктор Иванович (географ)
Виктор Иванович Коровин (род. 25 августа 1923, дер. Котляково Ошейкинской волости Волоколамского уезда Московской губернии (с 2019 года городской округ Лотошино, в 1929—2019 Лотошинский район Московской области — 2006) — советский российский географ, краевед, преподаватель высшей школы. Кандидат географических наук. Участник Великой Отечественной войны. Подполковник запаса. Научные интересы: проблемы развития и размещения промышленности, народонаселение, городских поселений Центрального экономического района и Смоленской области.

## Биография
В июне 1941 окончил среднюю школу, остался в родной деревне. В январе 1942 года 18-летний юноша был призван в действующую армию. После обучения на связиста направлен на фронт.
Участник боев за освобождение Смоленщины, Белоруссии, Прибалтики, Польши, Чехословакии. Свой боевой путь начал под Сычёвкой Смоленской области. Завершил в мае 1945 года в Германии. Служба продолжилась в Западной Украине, где боролся с бандеровцами.
В 1947 демобилизовался из армии, поступил в Московский областной педагогический институт (МОПИ) имени Н. К. Крупской. В 1951 окончил с отличием географический факультет, в 1955 — аспирантуру при кафедре экономической географии.
Преподавал курс экономической и социальной географии в Смоленском государственном педагогическом институте (1955—1995): заместитель декана естественно-географического факультета (1964—1971) или (1971—1976), заведующий кафедрой экономической географии (1977—1987).
Скончался в 2006 году.

## Труды
Автор 50 научных работ, в том числе монографии «Смоленская область» (очерки экономической географии, в соавторстве; 1959), экономических карт в атласах Смоленской области, 1964, 1997 гг.; учебного пособия для учителей и учащихся «География Смоленской области» (1989, в соавторстве), статей по основным отраслям промышленности и транспорта в краеведческом словаре «Смоленская область» (1978) и др.
Коровин, Виктор Иванович. Смоленская область : диссертация … кандидата географических наук : 11.00.00. — Москва, 1955. — 314 с.

## Награды
орден Отечественной войны 2-й степени, медалями «За боевые заслуги», «За освобождение Праги», «За победу над Германией» и другими.